# 포토다큐
포토다큐는 KBS의 교양프로그램이다.

## 기획 의도
사진작가들이 찍은 강렬한 사진을 통해 유명 인사와 스타의 진면목을 다각도로 조명하는 프로그램이다.